# Museo Regionale di Palazzo Bellomo
Das Museo Regionale di Palazzo Bellomo ist eine Regionalgalerie in Syrakus in Sizilien. Die Galerie liegt auf der Insel Ortygia südlich des Domes. Das Museum wurde 1948 eröffnet.
Im ehemaligen Benediktinerkloster neben der Kirche des heiligen Benedikts liegt die Regionalgalerie, das Museo Regionale di Palazzo Bellomo. Das Museum besteht aus zwei Gebäuden: Der Palazzo Parisio entstand im 13. Jahrhundert, wurde aber im 15. Jahrhundert umgebaut. Der Palazzo Bellomo entstand 1365 als Wohnsitz der Familie Bellomo und wurde ebenfalls im 15. Jahrhundert umgebaut. 1725 wurde der Palast vom Kloster erworben und in dieses eingegliedert.

## Galerie

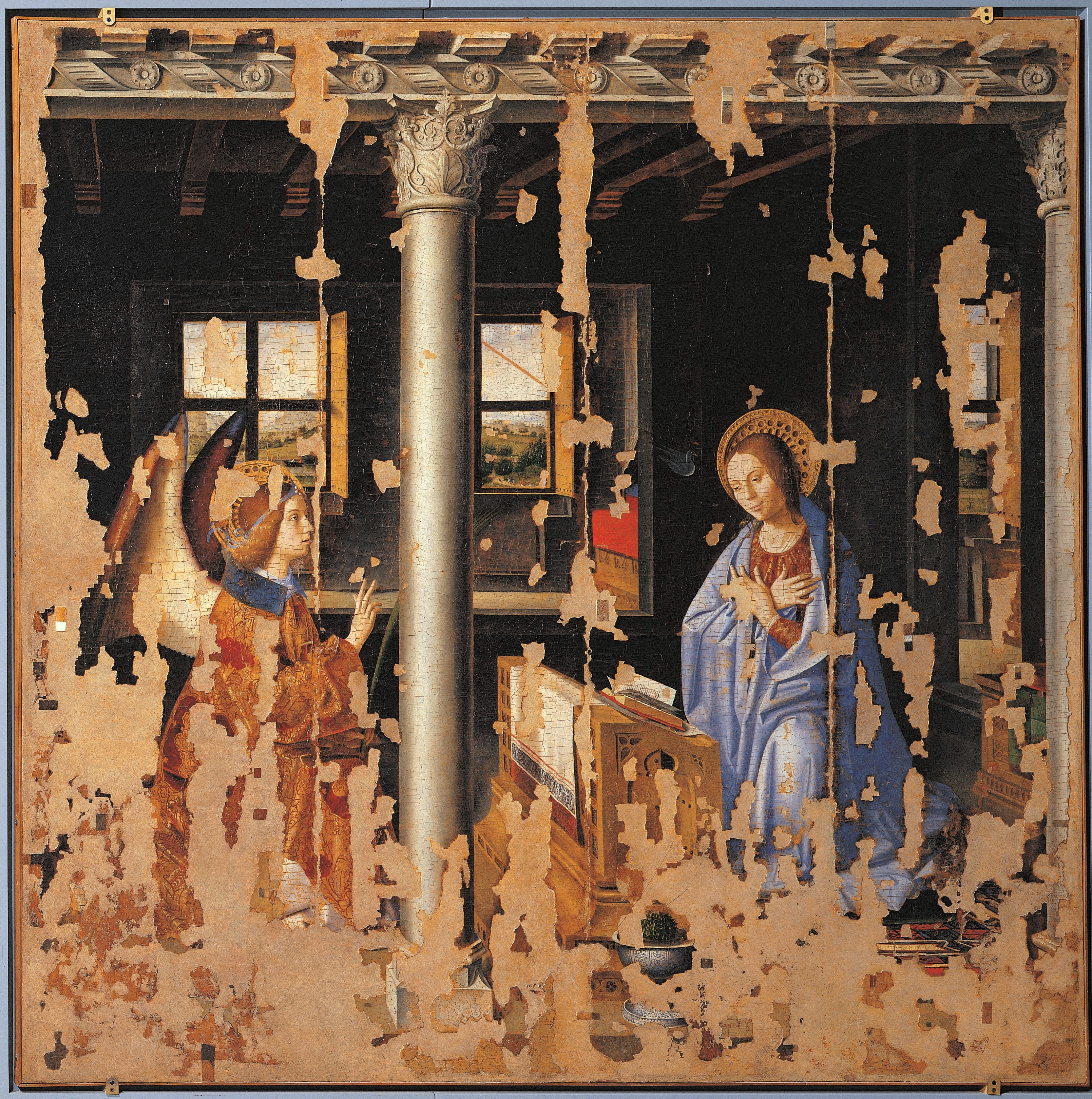
Antonello da Messina: Verkündigung

Der bedeutendste Teil des Museums ist die Pinakothek mit Gemälden hauptsächlich aus dem 15. bis zum 17. Jahrhundert. Höhepunkt ist die „Verkündigung“ von Antonello da Messina. Das Gemälde entstand zwischen August 1474 und November 1474 und stammt aus der Kirche in Palazzolo Acreide. Durch häufige Restaurierungen wurde das Gemälde beschädigt. Caravaggio’s Begräbnis der Hl. Lucia befand sich eine Zeit lang hier, nun aber wieder in der Kirche Santa Lucia al Sepolcro, ebenfalls in Syrakus.
Die Regionalgalerie enthält weiter profane und sakrale Gegenstände und Statuen ab dem Mittelalter. Weiter sind Krippen aus dem 18. Jahrhundert bis heute und Altarschmuck ausgestellt. Interessant ist die Ausstellung von Tonfiguren aus Caltagirone, die Szenen aus dem Leben Siziliens darstellen.